# Чеченська Республіка Ічкерія
Чече́нська Респу́бліка Ічке́рія, ЧРІ (чеч. Noxçiyn Pachhalq Noxçiyçö, Нохчийн Пачхьалкх Нохчийчоь; до 1993 — Чеченська Республіка Нохчійчо або Чеченська Республіка) — частково визнана держава на Кавказі. Вільно існувала після розпаду СРСР на частині колишньої території Чечено-Інгуської АРСР. ЧРІ була окупована російською владою 2000 року після Другої російсько-чеченської війни.
10 жовтня 2007 президент ЧРІ Доку Умаров оголосив про скасування ЧРІ й перетворення її на «Вілаят Нохчійчо Імарату Кавказ», що призвело до конфлікту з представником ЧРІ у вигнанні Ахмедом Закаєвим. Російська влада називає лідерів ЧРІ терористами.
Проголошення суверенітету ЧРІ стало приводом затяжного військового конфлікту, основні баталії котрого припали на першу та другу чеченські війни між РФ і борцями за незалежність Чечні. Ці війни викликали зростання напруженості і військові конфлікти на всьому Північному Кавказу.
У жовтні 2022 Верховна Рада України проголосувала за визнання Чеченської Республіки Ічкерія тимчасово окупованою Росією.

## Історія
До складу Російської імперії територія сучасної Чечні ввійшла 1859 року після 50-річної колоніальної війни. 1860 року за указом російського імператора Олександра ІІ у завойованих землях Північно-Східного Кавказу створили Терську область, до складу якої, зокрема, ввійшли Чеченський, Ічкерійський, Інгуський і Нагорний округи.
У березні 1920 р. Терська область була розформована новою більшовицькою владою, а Чеченський (об'єднаний з Ічкерійським) і Інгуський (об'єднаний з Нагорним) округи стали самостійними територіальними утвореннями.
20 січня 1921 року Чечня й Інгушетія разом з Карачаєво-Черкесією, Кабардино-Балкарією і Північною Осетією ввійшли в новостворену Горську АРСР.
30 листопада 1922 року з Горської АРСР була виділена Чеченська автономна область, а 7 листопада 1924 року й сама Горська АРСР була ліквідована.
- 1934 — створення Чечено-Інгуської автономної області (з 1936 АРСР).
- 1944 — депортація чеченців і інгушів переважно в Казахстан і Киргизстан за обвинуваченням у пособництві німецьким окупантам (хоча більшу частину ЧІАРСР німці не змогли окупувати). ЧІАРСР ліквідовано, частину її території приєднано до Дагестанської АРСР і Грузинської РСР, а на решті території утворено Грозненську область.
- 1957 — відновлення ЧІАРСР після повернення чеченців і інгушів із заслання.
- 1990 — прийняття Декларації про державний суверенітет Чечено-Інгушетії Верховною Радою ЧІАРСР.[6]
- 1991 — проголошено фактично незалежну (хоч і ніким не визнану) Чеченську Республіку (згодом Чеченська Республіка Ічкерія) на чолі з президентом (1991–1996) Джохаром Дудаєвим, відділення її від Інгушетії, яка залишилася в складі Російської Федерації.
- Грудень 1994 — початок Першої чеченської війни, у ході якої РФ намагалася відновити контроль над Чечнею. Створено проросійський уряд на чолі з Доку Завгаєвим, у травні 1996 року вбитий Джохар Дудаєв. Але у серпні чеченські партизани заволоділи містами Грозний (Джохар-Кала) і Гудермес, після чого (1997) між Ічкерією та федеральним керівництвом РФ були підписані Хасав'юртівські угоди, якими де-факто визнано незалежність ЧРІ, а з її території виведено російські війська.
- 1997 — президентом ЧРІ обраний Аслан Масхадов. Між чеченськими польовими командирами починаються конфлікти (Міжвоєнна криза в Чечні).
- 1999 — після серії таємничих вибухів у житлових будинках багатьох міст Росії почалася Друга чеченська війна, федеральні сили відновили контроль над більшою частиною території Чечні, главою проросійської адміністрації був призначений Ахмат Кадиров.
- 2002 — російськими спецслужбами отруєно Генерала збройних сил Чеченської Республіки ібн аль-Хаттаба.
- 2004 — після загибелі Ахмата Кадирова внаслідок терористичного акту новим президентом Чеченської Республіки став Алу Алханов.
- 2007 — після відставки Алу Алханова президентом (з 2010 року — главою) Чечні став Рамзан Кадиров, син Ахмата.

18 жовтня 2022 року Україна визнала Чечню як окуповану Росією і не визнає керівництво Рамзана Кадирова.

## Дипломатичне визнання
Чеченська Республіка Ічкерія визнана лише однією державою-членом ООН — Україною. 16 січня 2000 року було відкрито представництво Чеченської Республіки Ічкерія в частково визнаному Ісламському Еміраті Афганістан. В 1997 році президент Росії Борис Єльцин підписав з президентом ЧРІ Асланом Масхадовим «Договір про мир і принципи відносин між РФ та ЧРІ». На території Грузії деякий час функціонувало представництво ЧРІ, що не мало легального статусу, оскільки Грузія не оформлювала правових документів з цього приводу ані з Росією, ані з Ічкерією. Попри пропозиції легалізувати це представництво, незалежність ЧРІ так і не була визнана Грузією.
11 липня 2022 року народні депутати ВРУ Олексій Гончаренко та Муса Магомедов зареєстрували проєкт постанови про визнання державного суверенітету Чеченської Республіки Ічкерія. 18 жовтня 2022 року ВРУ визнала державний суверенітет Чеченської Республіки Ічкерія.

## Державний та політичний устрій

### Конституція
Конституцію ЧРІ було прийнято парламентом республіки 2 березня 1992, що скасувало дію конституції Чечено-Інгушської АРСР 1978. В 1996 та 1997 роках в неї вносилися зміни та доповнення.

### Президент держави та віцепрезидент
Головою Чеченської Республіки Ічкерія був президент, якого обирають на загальних виборах терміном на 5 років. Президент був найвищою посадовою особою, верховним головнокомандувачем Збройними Силами, главою виконавчої влади, а також формував Кабінет міністрів (уряд) і Вищу Президентську Раду, призначав і звільняв керівників міністерств і відомств, надавав військові звання і державні нагороди, керував зовнішньою і внутрішньою політикою республіки
Віцепрезидент ЧРІ був заступником і першим наступником президента, що заміняв останнього у разі тимчасової втрати працездатності або хвороби. При президенті ЧРІ також було створено Адміністрацію Президента, Вищу Президентську Раду та Раду безпеки.

### Президенти
- Джохар Дудаєв 1991—1996
- Зелімхан Яндарбієв 1996—1997
- Аслан Масхадов 1997—2005

Президенти ЧРІ (зліва направо) — Зелімхан Яндарбієв, Джохар Дудаєв та Аслан Масхадов

- Абдул-Халім Садулаєв (призначений Державним Комітетом Оборони «Маджлісуль Шура» Ічкерії) 2005—2006
- Доку Умаров (призначений Державним Комітетом Оборони «Маджлісуль Шура» Ічкерії) 2006—2007

### Уряд (кабінет міністрів)
Востаннє Кабінет міністрів було сформовано Парламентом ЧРІ на початку 1997. Уряд очолював Глава Кабінету міністрів Аслан Масхадов.
Після того, як Доку Умаров оголосив себе еміром Імарату Кавказ (чим де-факто склав з себе обов'язки президента ЧРІ) вищою посадовою особою Ічкерії став прем'єр-міністр (голова уряду в екзилі) Ахмед Закаєв.
У грудні 2022 року Інал Шеріп призначений міністром закордонних справ Чеченської Республіки Ічкерія у вигнанні.

### Парламент
Найвищим органом законодавчої влади був Парламент, склад якого обирали громадяни ЧРІ терміном на 5 років. Вибори проводили за мажоритарною системою. Парламент затверджував Конституцію і закони, склад Кабінету міністрів, членів Конституційного, Верховного та Арбітражного суду, а також суддів міст і районів. Парламент також призначав Генерального прокурора і контролював роботу органів виконавчої влади.

### Судова система
З 1991 по 1996 роки в республіці зберігалася світська судова система, що залишилася ще з радянських часів. Навесні 1995 за указом Дудаєва в республіці вперше з'являються шаріатські суди, а з 1996 світські суди було офіційно скасовано і з 1997 їх повністю замінили шаріатські. Головним судовим органом був Верховний шаріатський суд Чеченської Республіки Ічкерія.

### Державна безпека
Спеціальна служба, відповідальна за безпеку і контррозвідку іменувалася Департаментом державної безпеки (ДДБ ЧРІ). Існувало також Міністерство шаріатського державної безпеки (МШГБ).

### Збройні сили
Військові формування Чеченської Республіки Ічкерії, що існували у 1991-2007 роках. Брали участь в першій та другій російсько-чеченських війнах.
15 жовтня 2022 року були офіційно відроджені в Україні під час відбиття російського вторгнення урядом Ічкерії (в екзилі).

## Законність і правопорядок в Чеченській Республіці Ічкерія

### Місцеві органи самоврядування
Після закінчення першої чеченської кампанії в серпні 1996, в ЧРІ відбулася зміна керівників місцевих органів влади: глав адміністрацій районів, міст і сіл. Прихильників проросійської адміністрації Докку Завгаєва було усунуто. Механізм зміни влади на місцях був досить простий: загін входив у місто чи село та оголошував про усунення представників проросійського уряду. Головою адміністрації призначали командира загону або когось із його родичів або прихильників. Так, у населених пунктах Шалі, Аргун, Ведено, Курчалой, Бамут, Зандак та деяких інших владу здійснювали безпосередньо польові командири загонів, виведених із Грозного в кінці серпня.

### Правоохоронні органи
Правоохоронними органами ЧРІ вважалися:
- Міністерство внутрішніх справ (МВС);
- Національна служба безпеки (НСБ);
- Генеральна прокуратура;
- Антитерористичний центр при президенті ЧРІ;
- Деякі спеціальні правоохоронні органи та підрозділи.

### Критика правового устрою
Поза тим, що де-юре Ічкерія була світською державою, їй закидали суперечність деяких законів щодо конституції, фактичне домінування шаріатських законів та правовий хаос. Зокрема начальник Управління з нагляду за виконанням законів на території Чечні Головного управління прокуратури РФ на Північному Кавказі Ігор Кисельов в інтерв'ю «Російській газеті» сказав таке: «У переважній більшості своїх положень [Кримінальний] кодекс суперечить навіть проголошеній Конституції Ічкерії. За цим документом, як покарання застосовують смертну кару шляхом відсікання голови, забивання камінням або таким же шляхом, яким злочинець позбавив життя свою жертву.».
Відсутність правового порядку всередині республіки відзначав колишній міністр внутрішніх справ Ічкерії Казбек Махашев: «Фактично в республіці напередодні війни з Росією панував правовий хаос, владу захопили озброєні групи, чинний президент Аслан Масхадов не впливав на ситуацію. (…) За конституцією Ічкерія була світською республікою, а фактично насаджувалася шаріатська форма правління».
Полiтика репресiй
Відомі випадки, коли бойовики проводили політику репресій по відношенню до зв'язнослужителів і парафіян православних церков Чечні. Так, в різний час ними були викрадені настоятелі храму Михайла Архангела в Грозному: Анатолій (Чистоусов), Євфимій (Біломісний) і Захарія (Ямпільський).

## Проголошення Кавказького емірату і ліквідація ЧРІ

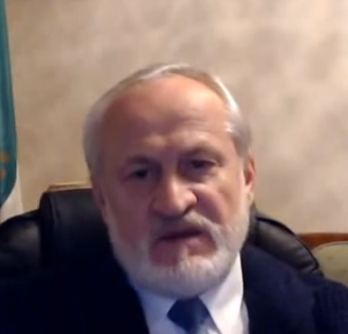
Ахмед Закаєв; Прем'єр-міністр Ічкерії в екзилі, вірний союзник України перед обличчям російської агресії

6 жовтня 2007 самопроголошений президент ЧРІ Доку Умаров оголосив про скасування ЧРІ й проголосив утворення Кавказького Емірату. У своєму зверненні Умаров проголосив себе «аміром моджахедів Кавказу», «ватажком Джихаду», а також «єдиною законною владою на всіх територіях, де є моджахеди». Через кілька днів він оформив свої рішення указами («Омранами»):
- Омран № 1 «Про створення Імарату Кавказ»[23]
- Омран № 4 «Про перетворення Чеченської Республіки Ічкерія у Вілаят Нохчійчо (Ічкерія) Імарату Кавказ»[24].

Обидва омрани датовані 10 жовтня 2007 року.
При цьому він відрікся від «конституції» ЧРІ 1992 року — «закону Тагуті», у якому йшлося, що «Народ Чеченської Республіки Ічкерія є єдиним джерелом всієї влади в державі» і оголосив єдиним джерелом влади не народ, а Аллаха.
Ці рішення призвели до розколу серед чеченського визвольного руху: Ахмед Закаєв оголосив себе «прем'єр-міністром Ічкерії» в результаті «телефонного голосування», що призвело до «внутрішніх розслідувань»; головою парламенту ЧРІ Закаєв оголосив Жаллоуді Сараляпова, зазначивши, що «21 з 41 обраних» «парламентаріїв» перебувають в Європі. 
У Європі існує і ще один альтернативний парламент Ічкерії, на чолі з Апті Шахгірієвим, який обрав прем'єр-міністром Ахмеда Хусіханова і порушив кримінальну справу проти закаєвского Сараляпова «за незаконну діяльність». 
Ситуація з парламентом Ічкерії заплутана, а Закаєву, на інформаційних сайтах Емірату Кавказ, повісили ярлик «Прем'єр Євроічкерії».

## Міжнародне визнання

### Держави-члени ООН
|   | Країна  | Дата визання   | Дипломатичні відносини започатковано | Примітки                                                                                                   |
| - | ------- | -------------- | ------------------------------------ | --- |
| 1 | Україна | 18 жовтня 2022 | В процесі                            | 18 жовтня 2022 року Верховна Рада України визнала Чеченську Республіку Ічкерія тимчасово окупованою Росією |

#### Відкликане визнання
|   | Країна | Дата визання    | Дипломатичні відносини започатковано | Примітки |
| - | ------ | --------------- | ------------------------------------ | --- |
| 1 | Грузія | 13 березня 1992 | 1992                                 | 13 березня 1992 року Грузія стала першою країною, яка визнала Чеченську Республіку Ічкерія і встановила дипломатичні відносини. |